# Evropska komisija
Evropska komisija (uradno Komisija Evropske unije) je izvršilni organ Evropske unije. Sestavlja jo 28 komisarjev (predsednik je vštet). Vsaka država ima v komisiji po enega komisarja, ki upravlja svoj resor. 
Komisijo od 1. decembra 2019 vodi Nemka Ursula von der Leyen.

## Naloge Evropske komisije

### Postopek imenovanja
Evropski svet, ki odloča s kvalificirano večino, predlaga predsednika Komisije iz vrst zmagovite politične skupine na evrovolitvah. Nominiranca mora nato potrditi Evropski parlament. Sledi zbiranje ekipe, ko države članice nominirancu za predsednika komisije predlagajo komisarje. Izbrani komisarski ekipi mora dati soglasje Evropski svet, ki tudi o tem odloča s kvalificirano večino. Kandidati za komisarje imajo zaslišanja v odborih Evropskega parlamenta. Parlament mora nazadnje potrditi ekipo komisarjev. Če z delom kolegija komisarjev ni zadovoljen ga sme razpustiti. 

### Predlaga zakonodajo Parlamentu in Svetu EU
Komisija je v osnovi administrativni organ, a v evropski zakonodaji je edina pobudnica zakonodaje. To pomeni, da ima Komisija izključno pristojnost za pripravo predlogov novih pravnih aktov EU, ki jih predloži Parlamentu in Svetu EU. Cilj teh predlogov mora biti varovanje interesov Unije in njenih državljanov, ne pa interesov posameznih dejavnosti, lobijev, ali držav članic. 
Komisija mora pred zakonodajo preučiti razmere in težave, ki bi zapletajo to ureditev. Komisija mora tako biti v stiku s številnimi interesnimi skupinami, evropskih ekonomsko-socialnim odborom in Odborom regij. Posvetuje se tudi z nacionalnimi parlamenti in vladami ter širšo javnostjo. Komisija predlaga ukrepe na ravni EU le v primeru, če težav ni mogoče učinkoviteje rešiti na nivoju državnih, lokalnih ali regionalnih oblasti. Evropska komisija lahko pripravlja predloge zakonodajnih aktov, o katerih nato odločata evropski parlament in Svet Evropske unije. S strokovnim osebjem zagotavlja tehnično izpopolnjene predloge in pomaga tudi kasneje v zakonodajnem postopku.

### Upravlja in izvaja politike in proračun EU
Ima tudi izvršilno funkcijo – skrbi za izvajanje zakonodaje in v okviru tega sprejema podzakonske akte Unije, njene pristojnosti pa segajo tudi na oblikovanje skupnih politik in nadzorovanje evropskega proračuna. Komisija tako oblikuje programe, projekte in njihove izvajalce, nato pa nadzira izvajanje dejavnosti. Njihov nadzor je kasneje še enkrat pod nadzorom Evropskega računskega sodišča v omejenem obsegu. Komisija določa in usmerja pomembna sredstva na področju tehnologij in raziskav. 

### Izvršuje evropsko zakonodajo skupaj s Sodiščem EU
Pomembna naloga evropske komisije je zagotavljanje uresničevanje ustanovitvenih pogodb in kot »varuh pogodb« lahko pred evropskim sodiščem toži vse druge skupne ustanove, državo članico oziroma njeno pravno osebo (pred splošnim sodiščem).
Ko Komisija ugotovi, da posamezna članica EU ne spoštuje zakonodaje EU, najprej sproži pravni "postopek za ugotavljanje kršitev", ki je v osnovi spravne narave. Članica mora v določenem roku odgovoriti z odgovorom ali pojasnilom za svoje vedenje. Ob zaostritvi se kršitev preda Sodišču EU. Sodbe sodišča so zavezujoče tudi za ostale članice.

### Zastopa EU navzven
Podpredsednik Komisije in Visoki predstavnik za zunanje zadeve in varnostno politiko v vseh pomembnih stvareh v posvetovanju s Evropskih svetom oblikuje zunanjo politiko Evropske unije. Komisija pa na nekaterih področjih lahko tudi sama predstavlja interese EU. To velja predvsem za področje trgovinske politike (tarife, carine), humanitarne pomoči in pogajanj o širitvi EU, končne dogovore pa potrjuje Svet EU. Evropska komisija pomembno zastopa enotna stališča v Svetovni trgovinski organizaciji.

## Delovanje
Sestavlja jo 28 članov (predsednik in 27 komisarjev), ki jih predlagajo države članice in jih potrdi evropski parlament. Komisija predstavnikov držav članic, imenovana tudi kolegij, se srečuje tedensko. Komisarji ne zastopajo interesov matičnih držav, ampak morajo v prvi vrsti skrbeti za splošne koristi in razvoj Unije. Komisija je za svoje delo odgovorna evropskemu parlamentu, ki ji lahko z dvotretjinsko večino izglasuje nezaupnico, kar lahko privede do odstopa celotne komisije.
Osebje Komisije je razdeljeno na enote (direktorati) in službe. Direktorati odgovarjajo generalnemu direktorju, ta pa neposredno enemu od komisarjev. Večina predlogov zakonodaje se oblikuje na ravni direktoratov.

## Sestava Evropske komisije
Komisija ima 27 članov (komisarjev) iz 27 držav članic EU, vsaka po enega. Ima enega predsednika komisije, enega visokega predstavnika za zunanje zadeve (ki je hkrati eden izmed podpredsednikov komisije), prvega podpredsednika in še pet podpredsednikov. Vseh podpredsednikov komisije je sedem. Komisarjev, ki niso hkrati podpredsedniki komisije je torej dvajset. Komisarji so neodvisni strokovnjaki, vsak izmed njih (z izjemo predsednika, ki usklajuje in vodi komisijo), pa pokriva en sektor oz. portfelj. Imajo 5-letni mandat. 

### Komisija Ursule von der Leyen
- II. Komisija Ursule von der Leyen
- I. Komisija Ursule von der Leyen

### Komisija Jeana-Claudea Junckerja
Komisijo pod vodstvom Junkcerja, ki je pričela z delom 1. novembra 2014 in ga končala 30. novembra 2019, je sestavljo 28 komisarjev (vključno s predsednikom komisije), po eden iz vsake države članice.
- Predsednik Jean-Claude Juncker
- Prvi podpredsednik Frans Timmermans - boljše pravno urejanje, medinstitucionalni odnosi, pravna država in Listina o temeljnih pravicah
- Visoka predstavnica Unije za zunanje zadeve in varnostno politiko, podpredsednica Federica Mogherini
- Podpredsednica Kristalina Georgieva - proračun in človeški viri
- Podpredsednik Andrus Ansip - enotni digitalni trg
- podpredsednik Maroš Šefčovič - energetska unija
- podpredsednik Valdis Dombrovskis - evro in socialni dialog
- podpredsednik Jyrki Katainen - delovna mesta, rast, naložbe in konkurenčnost
- Komisar Günther Oettinger - digitalno gospodarstvo in družba
- Komisar Johannes Hahn - evropska sosedska politika in širitvena pogajanja
- Komisarka Cecilia Malmström - trgovina
- Komisar Neven Mimica - mednarodno sodelovanje in razvoj
- Komisar Miguel Arias Cañete - podnebni ukrepi in energija
- Komisar Karmenu Vella - okolje, pomorske zadeve in ribištvo
- Komisar Vytenis Andriukaitis - zdravje in varnost hrane
- Komisar Dimitris Avramopulos - migracije, notranje zadeve in državljanstvo
- Komisarka Marianne Thyssen - zaposlovanje, socialne zadeve, strokovna usposobljenost in mobilnost delovne sile
- Komisar Pierre Moscovici - gospodarske in finančne zadeve, obdavčenje in carina
- Komisar Christos Stylianides - humanitarna pomoč in krizno upravljanje
- Komisar Phil Hogan - kmetijstvo in razvoj podeželja
- Komisar Jonathan Hill - finančna stabilnost, finančne storitve in unija kapitalskih trgov
- Komisarka Violeta BULC - promet
- Komisarka Elżbieta Bieńkowska - notranji trg, industrija, podjetništvo ter mala in srednja podjetja
- Komisarka Věra Jourová - pravosodje, potrošniki in enakost spolov
- Komisar Tibor Navracsics - izobraževanje, kultura, mladi in šport
- Komisarka Corina Crețu - regionalna politika
- Komisarka Margrethe Vestager - konkurenca
- Komisar Carlos Moedas - raziskave, znanost, inovacije

### Komisija Joséja Barrosa
Prejšnja komisija pod vodstvom Joséja Durãa Barrosa, je pričela z delom 22. aprila 2010? 2004 in je mandat imela do 31. marca 2011?. 2014 Sestavljalo jo je 25 komisarjev, po eden iz vsake države članice. Kasneje ji je bil odobren podaljšan mandat s podobno sestavo.
- José Durão Barroso (Portugalska), predsednik komisije
- Catherine Ashton (Združeno kraljestvo), podpredsednica; visoka predstavnica Unije za zunanje zadeve in varnostno politiko
- Viviane Reding (Luksemburg), podpredsednica; pravosodje, temeljne pravice in državljanstvo
- Joaquín Almunia (Španija), podpredsednik; konkurenca
- Siim Kallas (Estonija), podpredsednik; promet
- Neelie Kroes (Nizozemska), podpredsednica; digitalna agenda
- Antonio Tajani (Italija), podpredsednik; industrija in podjetništvo
- Maroš Šefčovič (Slovaška), podpredsednik; medinstitucionalni odnosi in administrativne zadeve
- Janez Potočnik (Slovenija), okolje
- Olli Rehn (Finska), ekonomske in monetarne zadeve
- Andris Piebalgs (Latvija), razvoj
- Michel Barnier (Francija), notranji trg in storitve
- Androulla Vassiliou (Ciper), izobraževanje, kultura, večjezičnost in mladi
- Algirdas Šemeta (Litva), obdavčenje in carinska unija, revizija in boj proti goljufijam
- Karel De Gucht (Belgija), trgovina
- John Dalli (Malta), zdravje in varstvo potrošnikov
- Máire Geoghegan-Quinn (Irska), raziskave, inovacije in znanost
- Janusz Lewandowski (Poljska), finančno načrtovanje in proračun
- Maria Damanaki (Grčija), pomorske zadeve in ribištvo
- Kristalina Georgieva (Bolgarija), Mednarodno sodelovanje, humanitarna pomoč in krizno odzivanje
- Günther Oettinger (Nemčija), energetika
- Johannes Hahn (Avstrija), regionalna politika
- Connie Hedegaard (Danska), posebni ukrepi
- Štefan Füle (Češka), širitev in evropska sosedska politika
- László Andor (Madžarska), zaposlovanje, socialne zadeve in vključevanje
- Cecilia Malmström (Švedska), notranje zadeve
- Dacian Cioloş (Romunija), kmetijstvo in razvoj podeželja